# The Plastic Man Comedy/Adventure Show
O homem-Borracha (The Plastic Man Comedy/Adventure Show) era um show de animação da Ruby-Spears. Estreou em 1979.

## História
Desenho baseado no personagem Homem-Borracha, dos quadrinhos, traduzido erroneamente como Homem-Elástico no Brasil. Na verdade o Homem-Elástico é outro personagem, com poderes semelhantes, ambos pertencem a DC Comics. Ainda hoje fonte de muita confusão entre os fãs.
Conta a história de um super-herói, que tem a capacidade de moldar o corpo como desejar, como se fosse feito de borracha. Ele combate o crime ao redor do mundo, viajando com sua bela esposa Penny e seu ajudante dos mares do sul, Hula-Hula.
Na segunda temporada aparece o Bebê-Elástico, filho deles, com os mesmos poderes. Daí se intercalavam desenhos da Família Elástico, combatendo o crime e só do Bebê, em seu dia a dia.
No Brasil, o desenho foi apresentado pela Rede Manchete na década de 1980.

## Desenhos que faziam parte do show
- Bebê-Elástico (Baby Plas): 13 episódios
- Bicudo e Bicudinho (Fangface and Fangpuss): 16 episódios
- Mini Polegar (Mighty Man and Yukk): 32 episódios
- A Família Elástico (The Plastic Family): 13 episódios
- Homem-Elástico (Plastic Man): 35 episódios
- Buggy a Jato (Rickety Rocket): 16 episódios

## Episódios
nomes originais (em inglês)

### Homem-Elástico
1. The Weed
2. Dr. Irwin And Mr. Meteor
3. Wham Bam, Beware Of The Clam
4. The Day The Ocean Disappeared
5. The Horrible Half-Ape
6. Hugefoot
7. The Miniscule Seven
8. Moonraider
9. Superstein
10. Dog Master
11. The Diabolical Dr. Dome
12. Honeybee
13. The Dangerous Dr. Dinosaur
14. The Spider Takes A Bride
15. Empire Of Evil
16. The Corruptible Carrotman
17. The Maniacal Computerhead
18. The Hippotist
19. Badladdin
20. Toyman
21. Ghostfinger
22. Highbrow
23. The Kitty Kat Caper
24. The Colossal Crime Of Commodore Peril
25. Terrible 5 + 1
26. Joggernaut
27. Dr. Duplicator Strikes Again
28. Thunderman
29. Count Graffitti Meets Plastic Man
30. Sale Of The Century
31. Plastic Mummy Meets Disco Mummy
32. City Of Ice
33. Plastic Man Meets Plastic Ape
34. The Crime Costume Caper
35. Royal Gargoyle Foil

### Família Elástico
1. Introducing Baby Plas
2. Baby Plas' Finny Friend
3. The Abominable Snow Sport
4. The Big, Big Crush
5. Mighty Museum Mess
6. Ali Baba Baby
7. Who Undo The Zoo
8. Rustlin' Rascals
9. Ozark Family Feud
10. Rodeo Ruckus
11. Doctor Strangeleaf
12. Kewpie Doll Caper
13. Calamity Cruise

### Bebê-Elástico
1. Baseball Bully
2. Haircut Headache
3. Bad Luck Stroll
4. Clubhouse Calamity
5. Witchin' Worries
6. Tiger Trouble
7. Babysitter Blues
8. Sleepwalking Snafu
9. Birthday Blowout
10. Movie Mischief
11. Tropical Trouble
12. Frognapped
13. Mummy Madness

## Dubladores

### Nos Estados Unidos
- Plastic Man: Michael Bell
- Penny: Melendy Britt
- Hula-Hula: Joe Baker
- Baby Plas: Clare Peck

### No Brasil
- Homem-Elástico: Darcy Pedrosa
- Hula-Hula: Newton da Matta
- Penny: Edna Mayo
- Baby Plas: Adalmária Mesquita